# Luizi-Călugăra
Luizi-Călugăra là một xã thuộc hạt Bacău, România. Dân số thời điểm năm 2002 là 4655 người.